# Атила Салаи
Атила Салаи (мађ. Szalai Attila, Суботица, 15. јануар 1964. –) уредник, карикатурист, фотограф, по струци пољопривредни инжињер. Школовање је завршио на Пољопривредном факултету у Новом Саду. Пет година је провео радећи у струци. Професионално се бави карикатуром.

## Уметничка биографија
Свој први цртеж објавио је 1995. у сатиричном новинском додатку листа Мађар Со, а од тада његови радови редовно излазе у листовима Ошишани јеж, Мађарсо, Хет Нап, и др. До 2023. објављено је око 5000 његивих карикатура и илустрација. Поседује јединствен стил који долази до изражаја како у политичкој карикатури тако и у комичном приказу свакодневних дешавања, тема које муче грађане.

### Награде
- (1997) Mеђународни уметнички скуп на тему "Хлеб" у Смедереву – 3. место;
- (1997) Изложба карикатуре у Ковину на тему "Дунав" – награда жирија;
- (1997) Конкурс карикатуре Сегединског дневног листа Délmagyarország на тему "град Сегедин" – 1. место;
- (1998) На тему "Европска унија" фестивала карикатуре "Magyar Karikatúrafesztivál" – награда публике.